# Daniel du Plessis Viljoen
Daniel Thomas du Plessis Viljoen, meist nur Daan Viljoen (* 16. März 1892 in Hanover, Kapkolonie; † 11. Dezember 1972 ebenda, Südafrika) war ein südafrikanischer Politiker. Er war von 1953 bis 1963 Administrator von Südwestafrika.
Viljoen ging in Paarl zur Schule und studierte an der Universität Kapstadt. Später arbeitete er als Lehrer und Landwirt. Viljoen war Abgeordneter des südafrikanischen Senats.
Viljoen war mit Hilda May Viljoen (1893–?), geborene Mortimer, seit dem 26. September 1923 verheiratet. Nach ihm ist unter anderem der Daan-Viljoen-Damm bei Gobabis sowie der Daan-Viljoen-Wildpark bei Windhoek in Namibia benannt.